# Верх-Алеус
Верх-Алеу́с — село в Ордынском районе Новосибирской области. Административный центр Верх-Алеусского сельсовета.

## География
Село Верх-Алеус расположено на берегу реки Алеус (приток Оби), в 67 километрах к юго-западу от райцентра Ордынское, в 145 километрах к юго-западу от Новосибирска, в 42 километрах к северу от Камня-на-Оби, в 11 километрах от Новосибирского водохранилища.

## Население
| 2002 | 2007 | 2010 |
| ---- | ---- | ---- |
| 815  | ↘809 | ↘679 |

## История
Село основано в 1779 году. До революции село было центром Верх-Алеусской волости Барнаульского уезда Томской губернии, в нём располагалась церковь (Пророка-Ильи). При советской власти в 1937 году церковь была закрыта, а в её здании разместился клуб.
В селе родились Герой Советского Союза Николай Некрасов и главный дизайнер автомобиля ВАЗ «Нива» Валерий Павлович Сёмушкин. 